# Biddeford
Biddeford is een plaats (city) in de Amerikaanse staat Maine, en valt bestuurlijk gezien onder York County.

## Demografie
Bij de volkstelling in 2000 werd het aantal inwoners vastgesteld op 20.942.
In 2006 is het aantal inwoners door het United States Census Bureau geschat op 21.898, een stijging van 956 (4,6%).

## Geografie
Volgens het United States Census Bureau beslaat de plaats een oppervlakte van
89,4 km², waarvan 77,7 km² land en 11,7 km² water. Biddeford ligt op ongeveer 20 m boven zeeniveau.

## Plaatsen in de nabije omgeving
De onderstaande figuur toont nabijgelegen plaatsen in een straal van 16 km rond Biddeford.